# Jamkhandi (ciutat)
Jamkhandi ([kannada o canarès: ಜಮಖಂಡಿ), és una ciutat i municipalitat del districte de Bagalkot a l'estat de Karnataka, Índia. Està situada a 16° 31′ N, 75° 18′ E / 16.52°N,75.3°E. Fou capital d'un dels principats natius de l'Índia (vegeu Jamkhandi) que va formar part de l'agència de Kolhapur i després de l'agència del Dècan, i estava governat per la dinastia Patvardhan que va governar també a Miraj (des de 1801 la capital va passar a Sangli), Kurundwad, Budghaon i Tasgaon. Segons el cens de 2001 la població era de 57.887 habitants (12.492 el 1872, 10.409 el 1881 i 13.029 el 1901).
El nom de la ciutat derivava de l'antic temple de Jambukeshwar. Hi va néixer Basappa Danappa Jatti president interí de l'ÍIndia de l'11 de febrer de 1977 al 25 de juliol de 1977.